# Balogh László (politikus, 1953)
Balogh László András (Solt, 1953. június 9. –) magyar jogász, politikus, országgyűlési képviselő (MSZP, 1998–2010), a Bács-Kiskun Megyei Közgyűlés elnöke (1994–1998, 2002–2006).

## Életpályája

### Iskolái
1977-ben diplomázott a Janus Pannonius Tudományegyetem Állam- és Jogtudományi Karán.

### Pályafutása
1977–1982 között a Bács-Kiskun Megyei Főügyészségen ügyészként dolgozott. 1993-tól a Bács-Kiskun Megyei Lovasszövetség elnöke. 1997–1998 között a Magyar Vállalkozás-fejlesztési Alapítvány kuratóriumának társelnöke volt. 1998–2002 között Kecskeméten ügyvédként dolgozott. 2004-től a Dél-alföldi Regionális Fejlesztési Tanács elnöke.

### Politikai pályafutása
1971–1988 között az MSZMP tagja volt, de kilépett. 1982–1988 között az MSZMP Bács-Kiskun Megyei Bizottságának munkatársa és osztályvezetője volt. 1988–1990 között a Bács-Kiskun Megyei Tanács előadója és osztályvezetője volt. 1991–1994 között a Bács-Kiskun Megyei Közgyűlés alelnöke, 1994–1998 és 2002–2006 között elnöke volt. 1995–1998 között, valamint 2003–2006 között a Magyar Önkormányzatok Országos Szövetségének elnöke volt. 1996–1997 között az Önkormányzati Szöv.-ek Tanácsának társelnöke volt. 1998-tól az MSZP tagja. 1998–2002 között az MSZP frakcióvezetője volt. 1998–2000 között az Önkormányzati és rendészeti bizottság tagja, valamint a Rendészeti albizottság tagja volt. 1998–2010 között országgyűlési képviselő (Bács-Kiskun megye) volt. 1999–2000 között a Korrupciógyanús olajügyeket vizsgáló albizottság tagja volt. 2000–2006 között az Alkotmány- és igazságügyi bizottság tagja volt. 2002-ben a Rendészeti bizottság tagja volt. 2003–2006 között A nemzeti lovas programot előkészítő eseti bizottság tagja volt. 2006–2008 között az Önkormányzati és Területfejlesztési bizottság tagja volt. 2008–2010 között az Alkotmányügyi, igazságügyi és ügyrendi bizottság tagja volt. 2009–2010 között Az Új Magyarország Fejlesztési Terv végrehajtását felügyelő eseti bizottság alelnöke volt.

## Családja
Szülei: Balogh Mihály és Bodacz Erzsébet voltak. 1975-ben házasságot kötött Praveczki Magdolnával. Két gyermekük született: Ágnes (1976) és András (1982).

## Díjai
- A Magyar Köztársasági Érdemrend középkeresztje (1997)[1]